# Antiautoritäre Erziehung
Antiautoritäre Erziehung ist ein Sammelbegriff für eine Gruppe von Erziehungskonzepten, die in Deutschland Ende der 1960er und in den 1970er Jahren entstanden sind. Anders als bei der permissiven und der vernachlässigenden Erziehung, bei denen die Eltern ebenfalls wenig oder keine Autorität ausüben, handelt es sich nicht lediglich um einen Erziehungsstil, sondern um eine umfassende und theoretisch begründete Erziehungsphilosophie, der explizit pädagogische Ziele, Normen und Leitbilder zugrunde liegen.
Die antiautoritäre Erziehung verdankt ihre Ideen so unterschiedlichen Quellen wie dem Freudomarxismus und der Reformpädagogik. Zu ihren Charakteristika zählen Ideale der Rechte, der Freiheit und der Entwicklungsautonomie des Kindes. Die Erziehung soll von Zwängen und der Übermacht der Pädagogen möglichst befreit werden, damit sie der Entfaltung der Persönlichkeit des Kindes nicht im Wege steht; infolgedessen bemühte sich die antiautoritäre Erziehung nicht nur um eine Förderung der psychischen Unabhängigkeit des Kindes, sondern auch um eine Liberalisierung der Reinlichkeits- und Ordnungserziehung und eine Enttabuisierung und „Befreiung“ der kindlichen Sexualität. Die Ziele der antiautoritären Erziehung waren weniger eindeutig und bestanden – je nach Autor – entweder in liberalen Persönlichkeitsidealen wie Eigenständigkeit, Selbstverantwortung und Kreativität (z. B. Heinz-Rolf Lückert) oder in der Vorbereitung auf einen „politischen Widerstand“ (z. B. Regine Dermitzel). Ulrich Klemm (Universität Augsburg) unterscheidet darum zwischen antiautoritärer Erziehung sozialistisch-marxistischer, antiautoritärer Erziehung liberaler und antiautoritärer Erziehung libertärer Prägung.

## Theorie und Praxis

### Politische Grundlagen
Im Gefolge der Rezeption des Marxismus durch die Linksparteien und der reformpädagogischen Konzepte der entschiedenen Schulreformer entstanden in Deutschland in den 1920er Jahren Ansätze zu einer kommunistischen und sozialistischen Pädagogik. Zu den Pionieren zählten u. a. Otto Rühle, Anna Siemsen, Edwin Hoernle, Otto Felix Kanitz, Paul Oestreich, Fritz Karsen und Siegfried Bernfeld. Ihre Erziehungskonzepte zielten nicht nur auf die Behebung offensichtlicher Mängel des Bildungswesens wie z. B. der Benachteiligung der Arbeiterkinder, sondern auf grundlegende gesellschaftliche Veränderungen.
Erst mit der Studentenbewegung der späten 1960er und der 1970er Jahre wurden diese Überlegungen wieder aufgenommen und weiterentwickelt. Die Hinwendung der 68er-Generation zur Pädagogik war motiviert durch die Hoffnung, durch eine veränderte Erziehung künftiger Generationen Veränderungen bewirken zu können, die in der von einer Großen Koalition geprägten politischen Situation unmöglich erschienen.
Die gesellschaftskritischen Elemente, die der hier entstehenden Philosophie einer antiautoritären Erziehung zugrunde lagen, hatte die Frankfurter Schule geliefert, deren Vertreter – Max Horkheimer, Erich Fromm, Herbert Marcuse, Theodor W. Adorno, Jürgen Habermas – davon überzeugt waren, dass die in der bürgerlichen Familie entwickelten Autoritätsverhältnisse die Entstehung autoritärer Charaktere begünstige, die den Nährboden für den Faschismus geliefert haben, und den Anforderungen der Gegenwart nicht mehr entsprechen.
Der Begriff „antiautoritäre Erziehung“ wurde vermutlich von Monika Seifert geprägt.

### Pädagogische Grundlagen
Weite Teile der 68er-Generation standen der geisteswissenschaftlichen Pädagogik, die seit etwa 1920 die führende theoretische Ausrichtung innerhalb der Pädagogik war, kritisch gegenüber und suchten sie zu ersetzen. Eine reiche Ideenressource fanden sie in den Überlegungen des Psychoanalytikers Wilhelm Reich, der in den 1930er Jahren eine Prophylaxe gegen die Massenneurosen gefordert hatte, die das Ergebnis einer patriarchalischen und sexualunterdrückenden Erziehung seien. Ein Teil der Reich-Rezeption erfolgte indirekt über die Rezeption der Schriften des britischen Pädagogen Alexander Sutherland Neill, der ein Schüler von Reich war. In seinem 1960 erschienenen Buch Summerhill: A Radical Approach to Child Rearing hatte Neill von den Erfahrungen berichtet, die er mit seiner in den 1920er Jahren eröffneten, auf Kinder mit Verhaltensproblemen spezialisierten Privatschule Summerhill gemacht hatte. Obwohl Neill, dem ein Klassenkampfdenken vollständig fernlag, mit dem Ausdruck „antiautoritär“ nicht in Verbindung gebracht werden wollte, brachte der Rowohlt Verlag die deutsche Taschenbuchausgabe 1969 unter dem Titel Theorie und Praxis der antiautoritären Erziehung auf den Markt. Bereits im ersten Jahr wurden 600.000 Exemplare dieser Ausgabe verkauft.
Zu den Aporien der antiautoritären Erziehung zählte es, dass sie tief in der Tradition der Reformpädagogik stand, deren Grundideen hier eine radikale Zuspitzung fanden, und gleichzeitig gegen sie opponierte. Mit Rousseau und Reformpädagogen wie Berthold Otto, Maria Montessori und Gustav Wyneken gingen die Apologeten der antiautoritären Erziehung davon aus, dass der Mensch grundsätzlich gut sei und dass man das Kind sich selbst entsprechend seiner Natur entfalten lassen müsse, ohne es negativ zu beeinflussen. Das Bild des „Wachsenlassens“ hatte nicht nur die Reformpädagogik, sondern auch die Antipädagogik beeinflusst, die Erziehung generell als unzulässige Manipulation deklarierte. Obwohl der Erwachsene auch in der antiautoritären Erziehung handlungsregulierend und damit erziehend in die Welt des Kindes eingreifen sollte, wurde der Begründer der Antipädagogik, Ekkehard von Braunmühl, zum bedeutendsten Theoretiker auch der antiautoritären Erziehung. Andererseits erhoben Apologeten der antiautoritären Erziehung wie Lutz von Werder und Reinhart Wolff den österreichischen Psychoanalytiker Siegfried Bernfeld, der in den 1920er Jahren ausgerechnet die Reformpädagogik einer antikapitalistischen Kritik unterzogen hatte, zu einem Klassiker.

### Praxis
Praktiziert wurde die antiautoritäre Erziehung unter anderen in selbstverwalteten Kindergärten – sogenannten Kinderläden – die von 1967 an in vielen deutschen Großstädten, besonders in Berlin, entstanden sind. Darüber hinaus entstanden Alternativschulen wie die Glocksee-Schule in Hannover (1972) und die Freie Schule Frankfurt (1975), an denen ebenfalls die antiautoritäre Erziehung praktiziert wurde. Seit den 1970er Jahren sind sie im Bundesverband der Freien Alternativschulen e. V. (BFAS) zusammengeschlossen.

## Forschung und Kritik

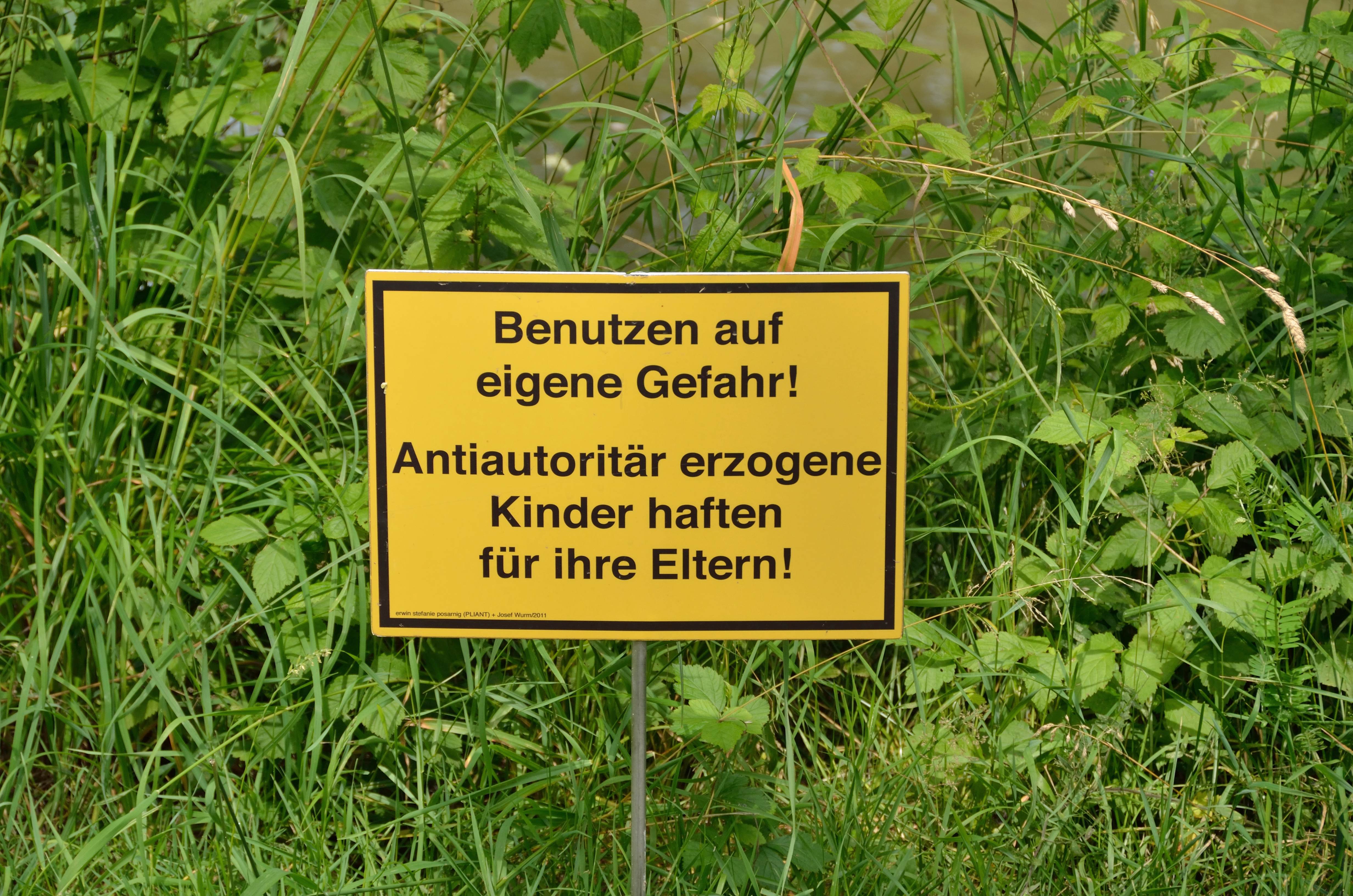
Künstlerisch-satirische Auseinandersetzung mit dem Erziehungsstil

Die Theoretiker und Praktiker der antiautoritären Erziehung waren mehrheitlich nicht wissenschaftlich orientiert. Parallel zur Konzeption der antiautoritären Erziehung entstand die Kritische Erziehungswissenschaft, die jedoch der antiautoritären Erziehung trotz zahlreicher Berührungspunkte eher skeptisch gegenüberstand. So hat etwa der Erziehungswissenschaftler Klaus Schaller kritisiert, dass die antiautoritäre Erziehung statt einer wirklichen Aufhebung der Herrschaftsverhältnisse zwischen Erzieher und Kind die Herrschaftsverhältnisse lediglich umdrehe und den Erzieher dem Willen des Kindes unterordne.
Die Psychologin Alice Miller sieht die antiautoritäre Erziehung als „Indoktrinierung des Kindes“, in der „seine eigene Welt mißachtet“ wird. Sie definiert antiautoritäre Erziehung als Stil, bei dem die Kinder dazu gebracht werden, ein bestimmtes Verhalten anzunehmen, welches sich die Eltern von sich selber gewünscht hätten und welches sie daher als allgemein wünschenswert ansehen, während es aber an den Bedürfnissen des Kindes vorbeigeht. Miller beschreibt eine Situation, in der ein trauriges Kind dazu gebracht wurde, ein Glas kaputtzuschlagen, während es „am liebsten auf den Schoß seiner Mutter geklettert wäre“.
Kritik von Pädagogen wie Bernhard Bueb im späten 20. Jahrhundert gegen die antiautoritäre Erziehung als Grund für einen „Verfall der Erziehung“ beruht offenbar auf groben Vereinfachungen und einer Verwechslung der antiautoritären Erziehung mit permissiven Erziehungsstilen.
Die Erziehungswissenschaftlerin Anke Spies betrachtet die antiautoritäre Erziehung ab den 1960er Jahren in Deutschland als gesellschaftliche Ursache und Situation, bei denen es zu sexualisierter Gewalt kommen kann.